# Scolopia flanaganii
Scolopia flanaganii är en videväxtart som först beskrevs av H. Boi., och fick sitt nu gällande namn av Sim. Scolopia flanaganii ingår i släktet Scolopia och familjen videväxter. Inga underarter finns listade i Catalogue of Life.